# Art Gensler

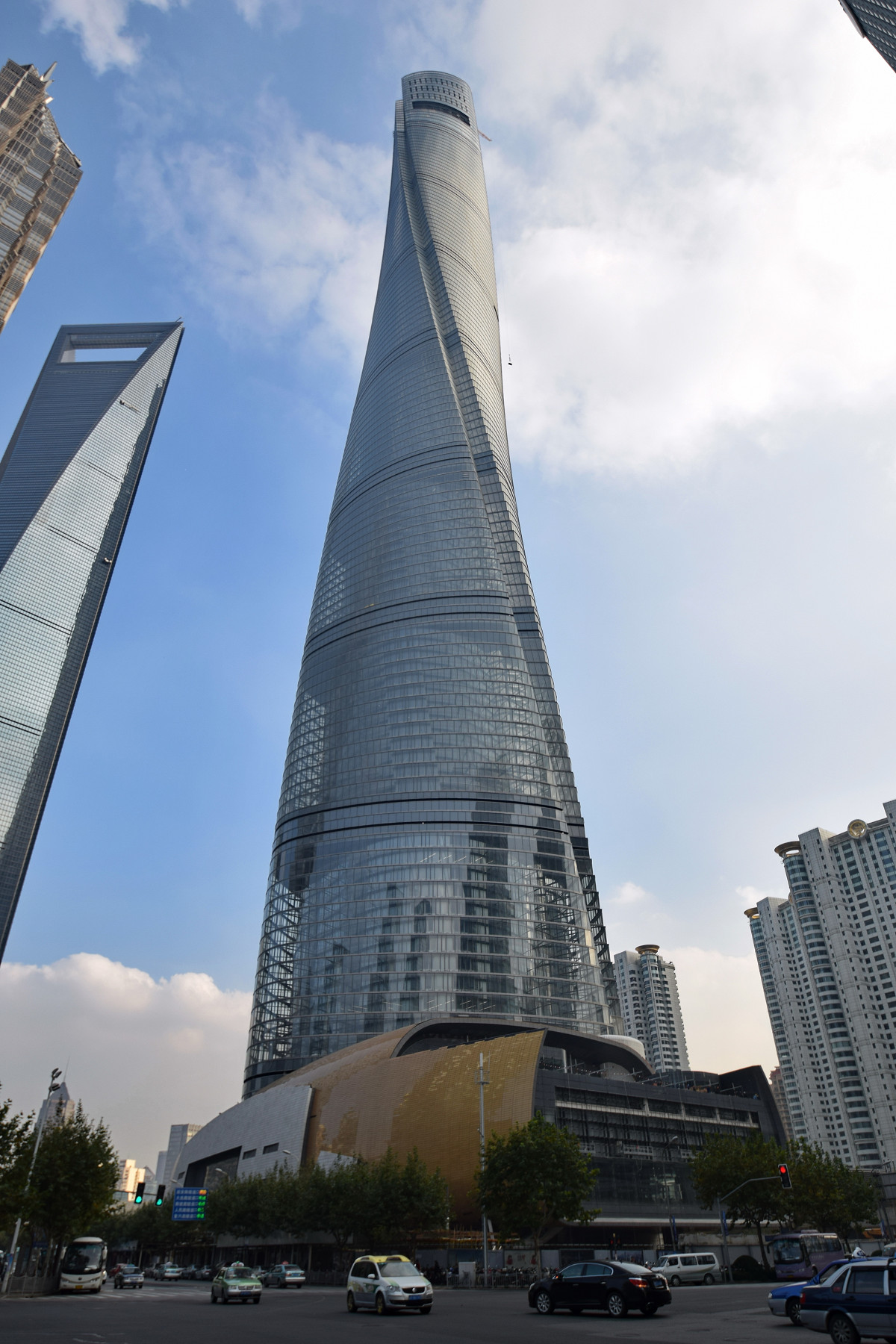
Shanghai Tower (2015)

Millard Arthur Gensler Jr., kurz Art Gensler (* 12. Juli 1935 in Brooklyn, New York City; † 10. Mai 2021 in Mill Valley, Kalifornien), war ein US-amerikanischer Architekt.
Gensler studierte Architektur an der Cornell University (B. Arch. 1958) und gründete 1965 in San Francisco sein Architekturunternehmen M. Arthur Gensler Jr. & Associates Inc., das als Gensler international bekannt wurde. 2010 begab er sich in den Ruhestand bei einem Umsatz von 1,2 Mrd. USD jährlich mit über 6000 Mitarbeitenden in weltweit 50 Büros. Sein Büro plante beispielsweise den 632 Meter hohen Shanghai Tower, die Multifunktionsarena Chase Center sowie das Moscone Center, San Franciscos größten Kongress- und Ausstellungskomplex.
Er war Fellow des American Institute of Architects und der International Interior Design Association sowie Mitglied des Royal Institute of British Architects.
Er war ab 1957 mit der Architektin Drue Cortell verheiratet; der Ehe entstammen vier Söhne.